# Makhdumzada
Die Makhdumzadas waren die Nachkommen und Anhänger des Hodschas Hazrat-i-Makhdum-i-A'zam († 1540/2), speziell in Kaschgarien (Ostturkestan). Sie existierten vom 16. bis zum 19. Jahrhundert und regierten Kaschgar und Yarkand im späten 17. und in der 1. Hälfte des 18. Jahrhunderts weitgehend selbständig in einer Art islamischen Theokratie. Nach der Angliederung des Landes an Qing-China führten sie aus dem Exil heraus wiederholt Rebellionen gegen die chinesische Herrschaft an. Die Abstammungslinie (silsila) wird häufig im Zusammenhang mit den Naqschbandi genannt.

## Anfänge, Spaltung in Aqtaghliq und Qarataghliq
Der Hodscha-Herrschaft in Kaschgarien führte sich auf einen gewissen Hazrat-i-Makhdum-i-A'zam (eigentlich: Ahmad Kasani, † 1540/2) zurück. Das war ein wandernder Lehrer, Missionar und Wundertäter aus dem Ferghana-Tal bzw. später Buchara und Samarkand, der zum Khalifa (d. h. zum geistlichen Berater) des Tschagatai-Khans Said (reg. ca. 1514–1533 in Kaschgar) aufstieg. Er wird zur Naqschbandi-Bruderschaft gerechnet, im zeitgenössischen Geschichtsbuch Tarik-i-Rashidi erwähnt und ging auch 1536 nach Indien. Über ihn legitimierten sich mehrere Naqschbandi-Linien, insbesondere die seiner Söhne und die Juybari Scheichs in Buchara.
Der Tschagatai-Khan Said war ein ebenso erfolgreicher Kriegsherr wie devoter Moslem und protektierte mehrere Hodschas, so zum Beispiel Muhammad Yusuf aus Samarkand, die Anhänger des Scheichs Ahmad Jassavi (1103–1166) und ebendiesen Ahmad Kasani alias Makhdum-i-A'zam. Nach Said Khans Regierung und der seines Sohnes Abdur Raschid († um 1565) ließ der Einfluss der Khane nach und der Einfluss der Hodschas auf die politischen Geschicke des Landes wurde dominierend. So konnte Makhdum-i-A'zams Sohn Muhammad Ishaq Wali († 1599) einen seiner Anhänger, den Khan Muhammad (reg. 1591–1609) auf dem Thron in Yarkand platzieren.
In der Folge bildeten sich zwei Hodscha-Fraktionen heraus: die Aqtaghliq (d. h. die weißen Bergbewohner, auch Afaqiyya genannt) in Kaschgar und die Qarataghliq (d. h. die schwarzen Bergbewohner, auch Ishaqiyya genannt) in Yarkand. Die Erklärungen für die Spaltung differieren. Einer Darstellung zufolge sollen zwei Söhne des Hodschas (Muhammad Amin und Muhammad Ishaq Wali) ihren gegenseitigen Hass auf ihre Nachkommen und Anhänger übertragen haben.
Die stärker verbreitete Ansicht ist, dass der Streit zweier kirgisischer Stammes-Konföderationen, der Aqtaghliq und Qarataghliq im Bergland von Aqtaq und Qarataq (letzteres im Pamir-Gebiet) Auswirkungen auf die missionierenden Hodschas gehabt hat. Dazu mögen weitere Unterschiede in den Interessen der anvisierten sozialen Gruppen gekommen sein, die zumindest im 17. Jahrhundert zu unterschiedlichen Lehren führten.

## Islamische Theokratie im Tarimbecken

Das Grab Hazrat Apaks und mehrerer Generationen seiner Familie bei Kaschgar war bzw. ist ein populärer Wallfahrtsort.

Ein gewisser Isma'il versuchte ca. 1677 die Herrschaft der Tschagatai-Khane über Kaschgarien zu erneuern und vertrieb den Hodscha Hazrat Apak († 1693/4), einen Urenkel Makhdum-i-A'zams und Führer der Aqtaghliq-Partei aus Kaschgar. Hazrat Apak floh nach Tibet und bat (trotz der Glaubensrivalität) den 5. Dalai Lama um Hilfe. Mit dessen Empfehlung konnte er den Dschungaren-Fürsten Galdan (einen früheren Mönchs-Schüler) auf seine Seite bringen, der 1678 kurzerhand Isma'il Khan gefangen nahm und stattdessen Hazrat Apak als seinen Vasallen in Kaschgar, Yarkand und sämtlichen Oasen des Tarimbeckens einsetzte. Hazrat Apak intrigierte aber bald zusammen mit Isma'ils Bruder Muhammad Amin gegen die Dschungaren, die vertrieben wurden.
Nach dem Tod Hazrat Apaks kam es zu Familienstreitigkeiten und zu Kämpfen zwischen den Anhängern der Aqtaghliq und Qarataghliq, während die Tschagatai endgültig verschwanden. Um 1713 standen sich so Ahmed an der Spitze der Aqtaghliq in Kaschgar und Daniyal an der Spitze der Qarataghliq in Yarkand gegenüber. Der neue Dschungaren-Khan Tsewangrabtan (reg. 1697–1727) nutzte die Situation zur Erneuerung seiner Oberhoheit über das Tarimbecken und führte 1713 die Anführer der beiden Hodscha-Parteien in Gefangenschaft. Dort gewann Daniyal von den Qarataghliq sein Vertrauen und wurde schließlich 1720 als alleiniger Regent in Kaschgarien eingesetzt, mit der Residenz in Yarkand. Die Aqtaghliq-Führer verblieben in der Gefangenschaft (bis 1755).
Nach Daniyals Tod teilten die Dschungaren die Städte Kaschgariens vorsichtshalber unter dessen fünf Söhne auf und nach dem Tod Galdan Tserengs (reg. 1727–1745) endete auch ihre Oberherrschaft.
So konnte sich die Aqtaghliq-Partei unter Burhan ad-Din und Jahan, zwei Urenkeln von Hazrat Apak (mit chinesischer Unterstützung) 1755/56 die Herrschaft zurückholen und die Qarataghliq ausschalten. Das wurde möglich durch die chaotischen Zustände bei den Dschungaren, wo Qing-China intervenierte und den Prinzen Amarsanaa (auch: Amursana, reg. 1755–57) als neuen Khan einsetzte.
Die Hodschas unterstützten Amarsanaa schließlich bei seinem Aufstand gegen Qing-China, so dass der Mandschu-Feldherr Jiao Hui (Tschao Hui) nach der Vernichtung des Dschungarenreiches auch gegen Yarkand und Kaschgar zog (1758/59). Einer seiner Gesandten war in Yarkand ermordet worden, dazu war ein (den Hodschas beigeordneter) chinesischer Truppenteil von diesen in Kutscha massakriert worden. Jiao Hui eroberte beide Städte gegen heftige Gegenwehr und verfolgte die Anhänger der Hodschas bis in den Pamir, wobei Burhan ad-Din und Jahan von dem Lokalfürsten getötet wurden (1759, Badakhshan). Einige Tausend Überlebende ließen sich in Kokand nieder.
Zur Zeit ihrer Herrschaft errichteten die Hodschas zahlreiche Koranschulen und Medressen in den städtischen Zentren. Sie vertraten auch oft die Interessen der (muslimischen) Händler.

## Die Hodscha-Aufstände gegen China (19. Jahrhundert)
Die neuen Herrscher beließen einen großen Teil der örtlichen Verwaltung des Tarimbeckens in den Händen der lokalen muslimischen Führungsschicht. Diese zog die Steuern ein und sprach Recht. Zwar wurden Naqschbandi-Bruderschaften gefördert, die sich nicht gegen Qing-China stellten, und auch einige Makhdumzada-Hodschas, aber diese Leute wurden danach vorsichtshalber nach Peking gebracht. Auch unter der chinesischen Herrschaft lebten Ishaqiyya-Anhänger in Yarkand,
Khotan und Yangi-Hisar, während die Afaqiyya-Anhänger in Kaschgar, Aksu und Kutscha saßen. Beide Gruppierungen orientierten sich um 1800 zwecks religiöser Führung auf die im Khanat Kokand ansässigen Hodschas. Der Kontakt wurde über den Handel aufrechterhalten.
Mit dem Verfall des Qing-Reiches im 19. Jahrhundert kam es 1825–28, 1830, 1847 und 1857 zu religiös motivierten Aufständen im Tarimbecken, die von den Makhdumzadas aus ihrem Kokander Exil heraus unterstützt wurden. Dort hatte sich der Hodscha Muhammad Amin (auch: Samsaq, Sarymsak, † nach 1798), der einzige entkommene Sohn Burhan ad-Dins gegen Ende seines Lebens niedergelassen. China zahlte wiederholt größere Geldsummen und Warenmengen (Tee), damit der Khan von Kokand diesen Mann und seine Anhängerschaft unter Kontrolle und damit den Frieden an der Grenze aufrechterhielt. Samsaq hinterließ drei Söhne: Muhammad Yusuf, Jahangir und Baha ad-Din. Bedeutend war der zweitälteste Bruder Jahangir, dem es zeitweise gelang, Kaschgarien dem Griff der Qing zu entwinden (1825–28).
Jahangirs große Revolte begann 1824 mit einer Bande von einigen Hundert Kirgisen. Als ein erfolgloser Qing-Offizier aus Rache ein unverteidigtes Lager der Kirgisen massakrieren ließ, brach unter diesen ein Aufstand los, der Jahangir schnell Zulauf von ca. 10.000 Mann (Kaschgaren, Kokander, Kirgisen, Kasachen, Tadschiken) verschaffte. Schließlich tauchte auch der Khan von
Kokand, Muhammad Ali (reg. 1822–41) mit einer Armee auf, um an der Belagerung von Kaschgar teilzunehmen, reiste aber (im Clinch mit Jahangir) bald wieder ab. Jahangir konnte die Stadt trotzdem erobern, und danach auch die anderen Städte unter seine Kontrolle bringen. 1827 waren die Qing in der Lage, in Aksu einen Gegenschlag zu organisieren. Jahangir zog sich
zurück, wurde 1828 ausgespielt, gefangen und nach Peking gebracht, wo er hingerichtet wurde.
Danach bekam der Älteste, Muhammad Yusuf († 1835) vom Khan Kokands eine Armee, um Kaschgarien anzugreifen (1830). Er hatte aber (seinem Ansehen zum Schaden) nur eine formale Befehlsgewalt und musste gehen, als der Khan seine Truppen zurückzog.
1847 kam es erneut zu einem derartigen Hodscha-Aufstand. Diesmal führten ihn die „Sieben Hodschas“ an, insbesondere Muhammad Yusufs Sohn Katta Khan und Baha ad-Dins Sohn Wali Khan. Sie erhielten trotz der Einnahme von Kaschgar nur halbherzige Unterstützung der Bevölkerung, während die Chinesen ihre Truppen schnell verstärken konnten. Von deren überlegener Feuerkraft Schritt für Schritt zurückgedrängt, gaben die Hodschas Kaschgar wieder auf. In den 1850ern unternahmen sie aber weitere
Überfälle, unter denen die lokale Wirtschaft schwer litt. Eine größere Attacke fand 1857 nach einem Aufstand in Kutscha statt: die Hodschas nahmen wieder einmal Kaschgar, wurden aber vor Yarkand erfolgreich abgewehrt.
Unter Ausnutzung eines Dunganen-Aufstands in Gansu, der die Verbindung nach China unterbrach, bemächtigte sich der Hodscha Buzurg Khan (einziger überlebender Sohn Jahangirs, einer der „Sieben Hodschas“) 1865 Kaschgariens und beseitigte die chinesischen Stützpunkte. Er wurde jedoch schon 1867 von seinem Militärbefehlshaber Yakub Beg, dem er seinen Erfolg
verdankte, gefangen genommen und ins Exil geschickt. Ähnlich erging es dem Hodscha Wali Khan, der vergiftet wurde. Yakub Beg folgte zwar den von den Hodschas begründeten islamischen Traditionen dieser Gegend, markiert aber gleichzeitig das endgültige Aus der Hodscha-Herrschaft, selbst wenn es noch im 20. Jahrhundert politische Vertreter dieser Hodscha-Familien gab.

## Liste der Hodschas

### Aqtaghliq (auch:  Afaqiyya)
- Ahmad Kasani alias Hazrat-i-Makhdum-i-A'zam (1461/2-1541/2)
- Muhammad Amin alias Ishan-i Kalan, 1. Sohn des vor. (1520–1597/8).
- Muhammad Yusuf (1591/2-1652/53), Sohn des vor.
- Hidayat Allah alias Hazrat Apak (?-1693/4), Sohn des vor.
- Yahya (1694–1695), Mahdi, Hasan († 1725), Söhne des vor.
- Ahmed (um 1713), Sohn Yahyas
- Burhan ad-Din und Jahan/Yahya (beide † 1759), Söhne des vor.
- Qasim, Baha al-Din, Abd al-Khaliq, Muhammad Amin alias Samsaq (1755–1809), die Söhne Burhan ad-Dins
- Muhammad Yusuf († 1835), Jahangir (1790–1828) und Baha ad-Din (1793-1825), Söhne Samsaqs
- Die „Sieben Hodschas“ (七和卓) u. a.:
  - Katta Tore (1815–1869), Yichik Khan und Abd Allah, die Söhne Muhammad Yusufs
  - Hakim und Hashim Khan, Söhne Katta Khans
  - Buzurg Khan, Sohn Jahangirs
  - Wali Khan (1825–1865) und Awliya, Söhne Baha ad-Dins
  - Tawakkul, ein Cousin

### Qarataghliq (auch: Ishaqiyya)
- Ahmad Kasani alias Hazrat-i-Makhdum-i-A'zam (1461/2-1541/2)
- Muhammad Ishaq Wali (?-1599), 4. oder 7. Sohn des vorigen
- Ubaidullah
- Shu'aib, Daniyal (ca. 1720/40), Söhne des vor.
- Yusuf (Kaschgar), Jagan (Yarkand), Ayyub (Aksu), Abdallah (Khotan), Söhne Daniyals.